# 雷雨田 (1916年)
雷雨田（1916年—2012年5月18日），原名張秉壽，1916年生（一說1918年），生於中國雲南曲溪（今建水曲江），
畢業於南京中央憲兵學校，曾任中華民國昆明憲兵隊隊長，中華民國陸軍少將。在國共內戰後，至緬甸與泰北繼段希文少將統率泰北孤軍。2012年5月18日，雷雨田於泰北清萊病逝。

## 生平
1934年由同鄉朱培德引進，投考南京中央憲兵學校；1937年畢業。

1937年八年抗戰時，參加南京保衛戰，參戰憲兵6,400多人，僅數百人生還；此役是中華民國國軍憲兵建軍以來犧牲最慘烈之戰役。之後隨部隊轉戰安徽、河南、湖北、湖南、貴州、四川各省。抗戰勝利後，以上尉軍官的身份在廣州參加授降儀式，隨後派赴南京憲兵學校服務；之後參加戡亂三大戰徐蚌會戰，差點變成解放軍俘虜。

1949年12月雲南省政府主席盧漢投靠中國共產黨，軍階團長擔任昆明憲兵隊隊長的雷雨田隨第8軍第237師709團與第26軍第93師第278團轉進滇緬邊區緬北，並改名換姓；後來緬北的國軍統一改編為「雲南反共救國軍」向雲南邊境發動游擊戰。
由於後援不繼及緬甸政府因此向聯合國控訴糾紛，當時蔣中正總統於1953年、1961年兩度將緬北反共救國軍官兵及眷屬撤運來臺，但仍有部分忠貞官兵及眷屬不願撤離，自此變成孤軍，最後被迫轉進泰國；李文煥率第3軍轉進清邁，段希文、雷雨田率第5軍轉進清萊美斯樂。

1967年退輔會主任趙聚鈺到美斯樂查訪後，回到台灣向蔣經國報告，擬出50個名額接濟孤軍子弟初中畢業後回台升學計畫；為了在異域求生存，於1970年接受泰國政府的改編，協助泰軍清剿泰共；因剿共有功，得以合法留置。
1980年段希文因病過世，雷雨田成為美斯樂地區孤軍的領袖；1981年中華救助總會（簡稱救總）工作團帶動民間展開「送炭到泰北」活動，展開全面性救助工作。
在此期間，曾調停金三角坤沙、羅星漢之間的紛爭，雷雨田自己寫的簡易自傳——《從戰亂到升平看泰北蛻變》中描述「把軍事第一，政治第二，經濟第三之迷信觀念顛而倒之，要以經濟帶動政治，政治帶動軍事之構想，用謀前程，乃一本泰政府政策，參酌本身之條件，策訂觀光農業雙管配合發展，農業規劃充實觀光資源，觀光促進農產品之推銷，不旋踵美斯樂僥倖忝列觀光勝地之林也。」，因此廣植櫻花樹美化環境，輔以孤軍獨特的歷史，使美斯樂地區逐漸轉型成為觀光景點；為考察觀光發展，1993年後到雲南、貴州、北京參訪。
2012年於泰北清萊病逝，國防部長高華柱致贈輓聯表彰。

## 立场变化
1970年元月16日，中华民国国家安全局局长周中锋和情报局（前身为军统）局长叶翔再次来到泰北，把段希文、李文焕叫到清莱密谈，向其施压要求残军接受改编。段、李二人认为台湾方面已断绝军饷和武器弹药多年，对台湾当局已彻底失去信心，因此拒绝了整编要求，基本断绝与台湾方面的一切联系。此后，段希文正式宣布“放弃反攻大陆，不再与大陆为敌，做爱国华侨，耻以与毒品为伍”，加之对美国援助国民政府政策的失望，雷雨田的个人立场开始发生变化。
雷雨田在晚年接受采访时，明确表达了其反美立场，并爆料出当时与美国方面接触时许多不为人知的内幕：““美国人从来不干好事！他们从来不做亏本生意，就是抗战开辟太平洋战场，也是为了他们自己的利益。这些美国佬，到处搅浑水，唯恐天下不乱。在金三角，我一直负责同美军顾问团联络，其中有许多内幕黑幕和不为人知的秘密，只有我知道，因此我有权作出评价。”他声称：“当时美国顾问在我们中间大肆活动，向许多掌握实权的高级军官许诺，如果脱离台湾将会给他们更多更好的援助。美国军官甚至煽动说，台湾坚持不了多久，所以忠于蒋介石没有出路。如果离开美国保护，台湾国民党当局一天都存在不了，将来亚洲反共的中心要转移到金三角来，等等。他们鼓动我们反蒋独立的目的，是为了要我们支援西藏独立。” 出于此种强烈的反美情绪，雷雨田拒绝与美国方面的任何接触和往来，例如于1990年代回绝了美国驻清迈总领事馆提出的援助金三角地区水利工程的计划，而是自己出资开掘一条十三公里长的环山水渠，把河水引到美斯乐，以解决山区的生活和生产用水。对于中共和中华人民共和国的认识，雷雨田表示：“原先我反对共产党，一心想要反攻大陆，现在我不反对共产党。不管什么党，只要你把国家治理好，让人民过上好日子，我就拥护你……(共产党)发现自己做错了，改了就好，不犯错误的人是没有的。现在共产党的政策对头，国家发生很大变化，老百姓的日子一天天好起来，我为什么还要反对呢？”由于彻底放弃反共立场，2012年雷雨田葬礼上，其灵堂内未设有任何反共条幅与标语。然而直到去世前，雷雨田仍不允许中国政府提供的教材进入其辖区内的学校。

## 影视形象
2001年电视剧《金三角风云》主角郑立庭即以雷雨田为原形，由刘文治饰演。

## 外部連結
- 美斯樂 MV 費玉清 （页面存档备份，存于）